# Maximilian Roth
Maximilian Roth (* 1899 in Wurz, Oberpfalz; † 29. April 1945 in München) war als deutscher Oberfeldwebel und Kompaniedolmetscher Teilnehmer der Widerstandsaktion Freiheitsaktion Bayern gegen Ende des Zweiten Weltkriegs.

## Leben
Maximilian Roth war Mitglied der Dolmetscher-Kompanie im Wehrkreis VII. Die Kompanie galt als weltoffener und gebildeter als andere Militäreinheiten, was sie zu einer Keimzelle des Widerstands in München werden ließ. Gegen Ende des Zweiten Weltkriegs nahm auch Maximilian Roth an der Freiheitsaktion Bayern unter Führung des Hauptmann Rupprecht Gerngroß teil, die kurz vor der Einnahme Münchens durch die US-Armee durch einen Sturz der Nationalsozialisten einer schnellen und kampflosen Übergabe der Stadt den Weg bereiten sollte. Die Aktion wurde durch die SS niedergeschlagen. Nach seiner Verhaftung am 29. April 1945 verurteilte ihn ein Standgericht wegen Hochverrats und Meuterei zum Tode. Am gleichen Tag wurde Roth im Keller des Gauleiterbunkers im Zentralministerium, dem heutigen bayerischen Landwirtschaftsministerium, erschossen. Ebenso fanden Günther Caracciola-Delbrück, Harald Dohrn, Hans Scharrer und Hans Quecke den Tod.
Der nach der Aktion benannte Platz Münchner Freiheit im Münchener Stadtteil Schwabing und eine Gedenktafel im Innenhof des Landwirtschaftsministeriums ehren die Mitglieder der Freiheitsaktion Bayern für ihren Widerstand.